# オーブライト

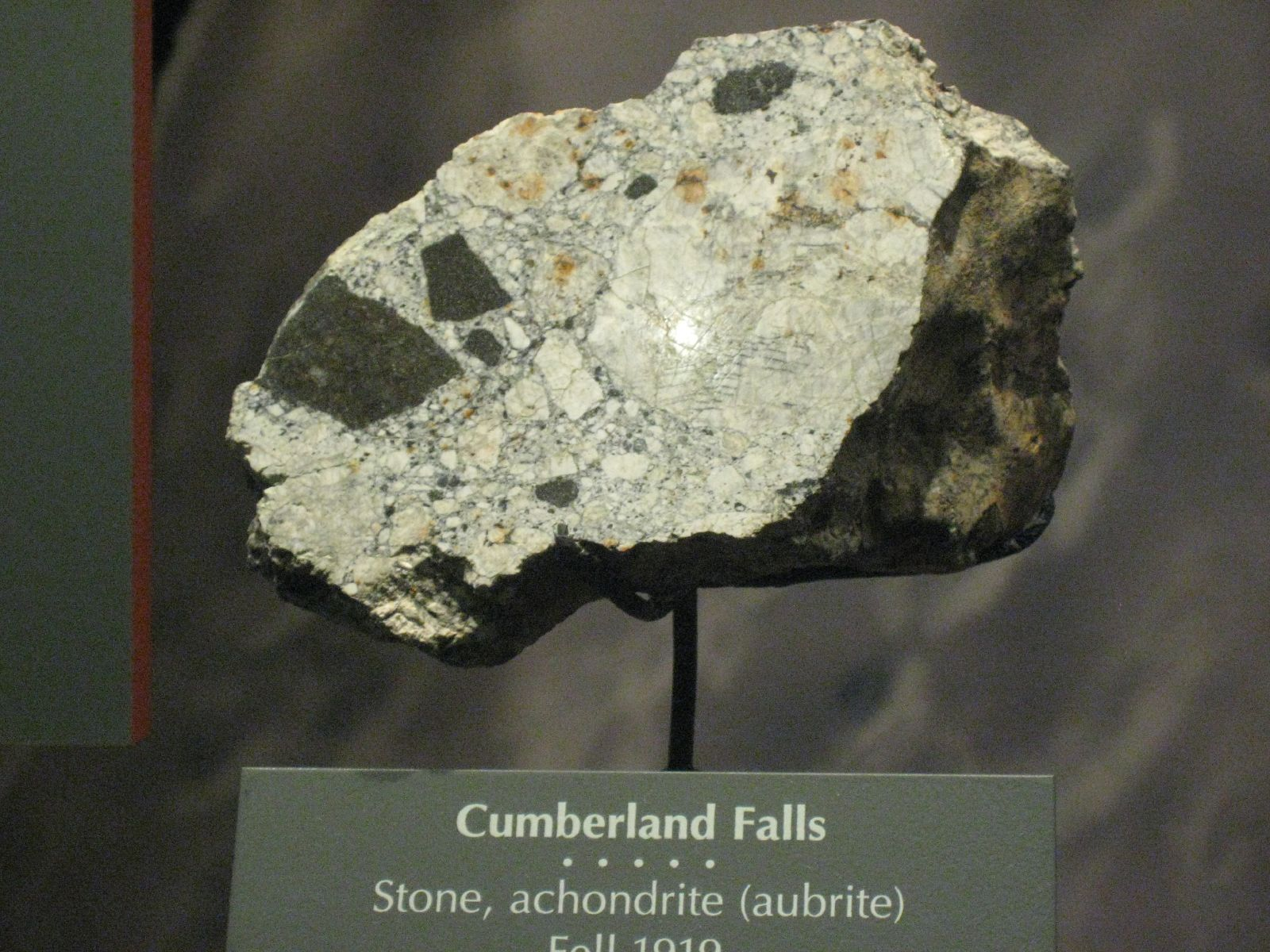
Cumberland Falls

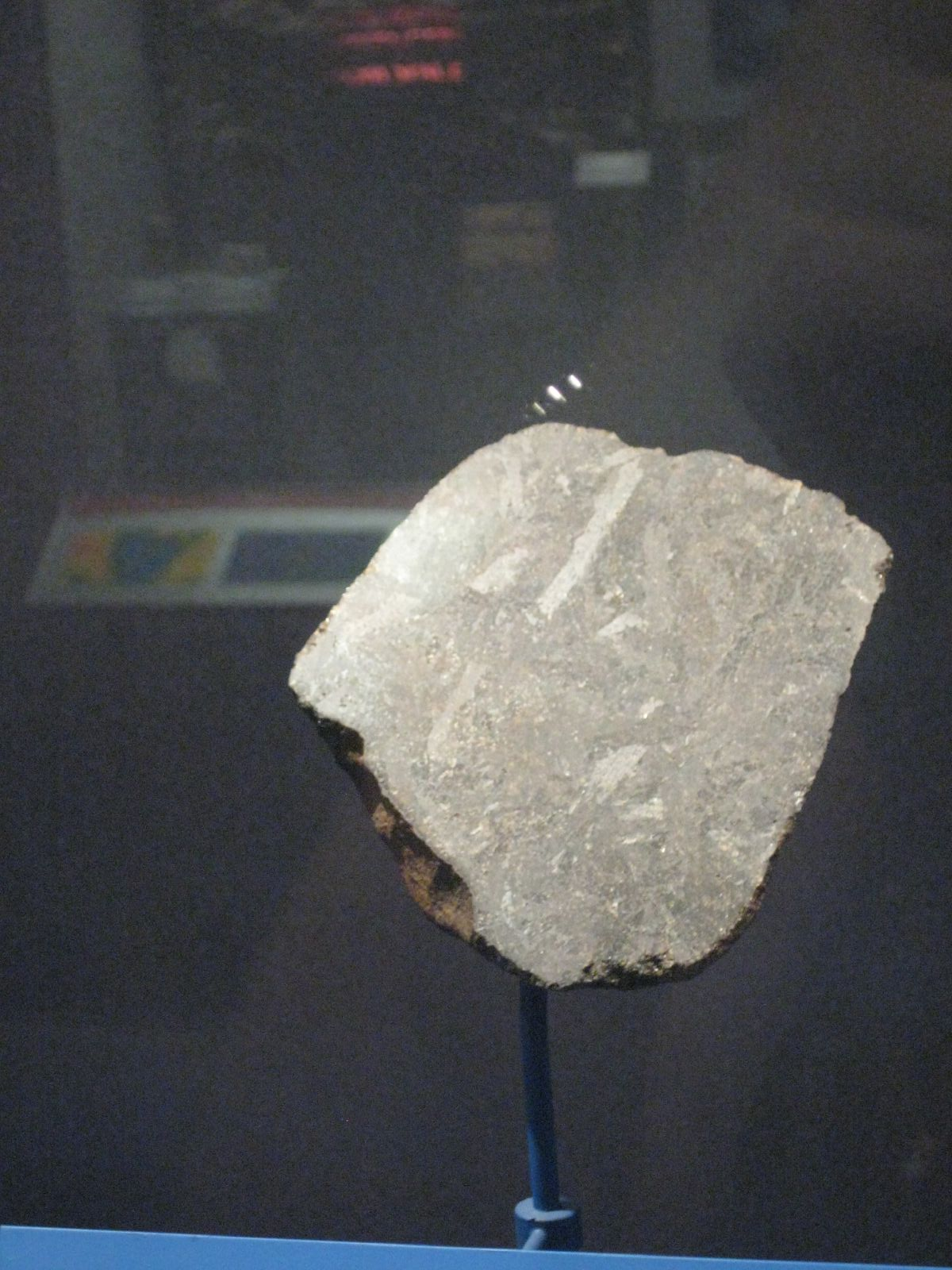
Shallowater meteorite

オーブライト(Aubrite)は、1836年にフランスのニヨンに落下した小さなエイコンドライト隕石Aubresに由来する隕石の分類である。主に輝石、頑火輝石(エンスタタイト)で構成され、エンスタタイト・エイコンドライトと呼ばれることもある。火成作用を受けている点で、原始的なエンスタタイト・エイコンドライトとは区別され、小惑星で形成されたことを示す。
オーブライトは通常明るい色で、茶色の融けた殻を持っている。大部分のオーブライトは高度に角礫岩化しており、しばしば「月」が起源のように見えると言われる。
オーブライトは、主に鉄が少なくマグネシウムが多い斜方輝石または頑火輝石の白い大きな結晶から構成されている。このマトリックスの周囲に、少量のカンラン石、ニッケル鉄金属、トロイライトの相が存在し、強い還元環境下で火成されたことを示している。大部分のオーブライトは、高度に角礫岩化しており、親天体の激動の歴史を証明している。またコンドライトの捕獲岩を含むものもあり、親天体は、”F-コンドライト”組成の小惑星と衝突したと考えられている。
オーブライトのスペクトルを小惑星のスペクトルと比較すると、ニサ族のE型小惑星のものと非常に似ている。小さな地球近傍天体のエゲルは、しばしばオーブライトの親天体であるとされる。